# Minulost
Minulost – utwór napisany i wydany na albumie Tak mě tu máš przez czeskiego muzyka, Jaromíra Nohavicę. W Polsce kariera piosenki rozpoczęła się od promocji w Programie Trzecim Polskiego Radia. Utwór zadebiutował 30 listopada 2012 r. na Liście Przebojów Programu Trzeciego, gdzie doszedł ośmiokrotnie do samego szczytu. Również na Liście Przebojów Radia Merkury piosenka sześć razy zdobywała 1. miejsce.

## Notowania
| Lista                              | Pozycja |
| ---------------------------------- | ------- |
| Lista Przebojów Programu Trzeciego | 1       |
| Lista Przebojów Radia Merkury      | 1       |
| Szczęśliwa 13 Radia Białystok      | 5       |